# Barnwood House Hospital

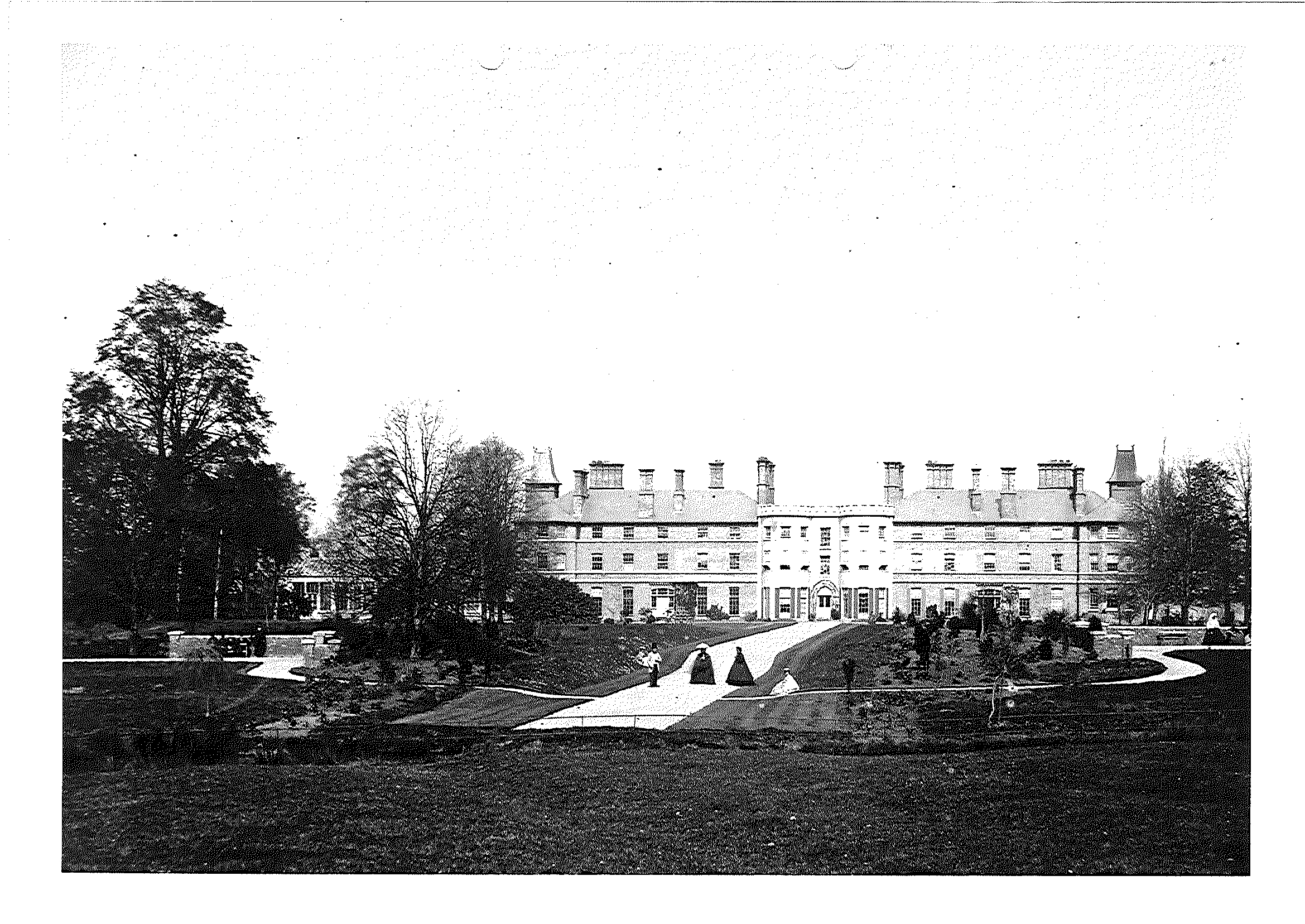
Barnwood House Hospital, 1860, Regno Unito.

Il Barnwood House Hospital è stato un ospedale psichiatrico privato a Barnwood, Gloucester, nel Regno Unito.
Fu fondato nel 1860 dal Gloucester Asylum Trust come "Barnwood House Institution" e in seguito divenne noto come Barnwood House Hospital.
L'ospedale era principalmente rivolto a pazienti benestanti, ma garantiva cure a tariffe ridotte anche ai meno abbienti. L'ospedale era piuttosto popolare tra i militari e il clero, ed una volta contò un Arcivescovo tra i suoi pazienti. Verso la fine del XIX secolo il Barnwood House prosperò sotto la gestione del sovrintendente Frederick Needham, arrivando a registrare un discreto profitto e ricevendo gli elogi degli enti governativi responsabili della supervisione degli ospedali psichiatrici. Dopo la prima guerra mondiale alcuni pazienti, tra cui il poeta di guerra e compositore Ivor Gurney, furono trattati con un mix che abbinava ad un regime di psicoterapia attività ricreative come il cricket.
Nel 1968, a causa di difficoltà economiche, il Barnwood House chiuse. I terreni sono oggi un arboreto gestito dal consiglio comunale di Gloucester. Il Barnwood House Trust continua ad esistere come ente di beneficenza che sostiene la ricerca e assegna borse di studio a persone con disabilità fisiche o mentali nel Gloucestershire.

## Origini

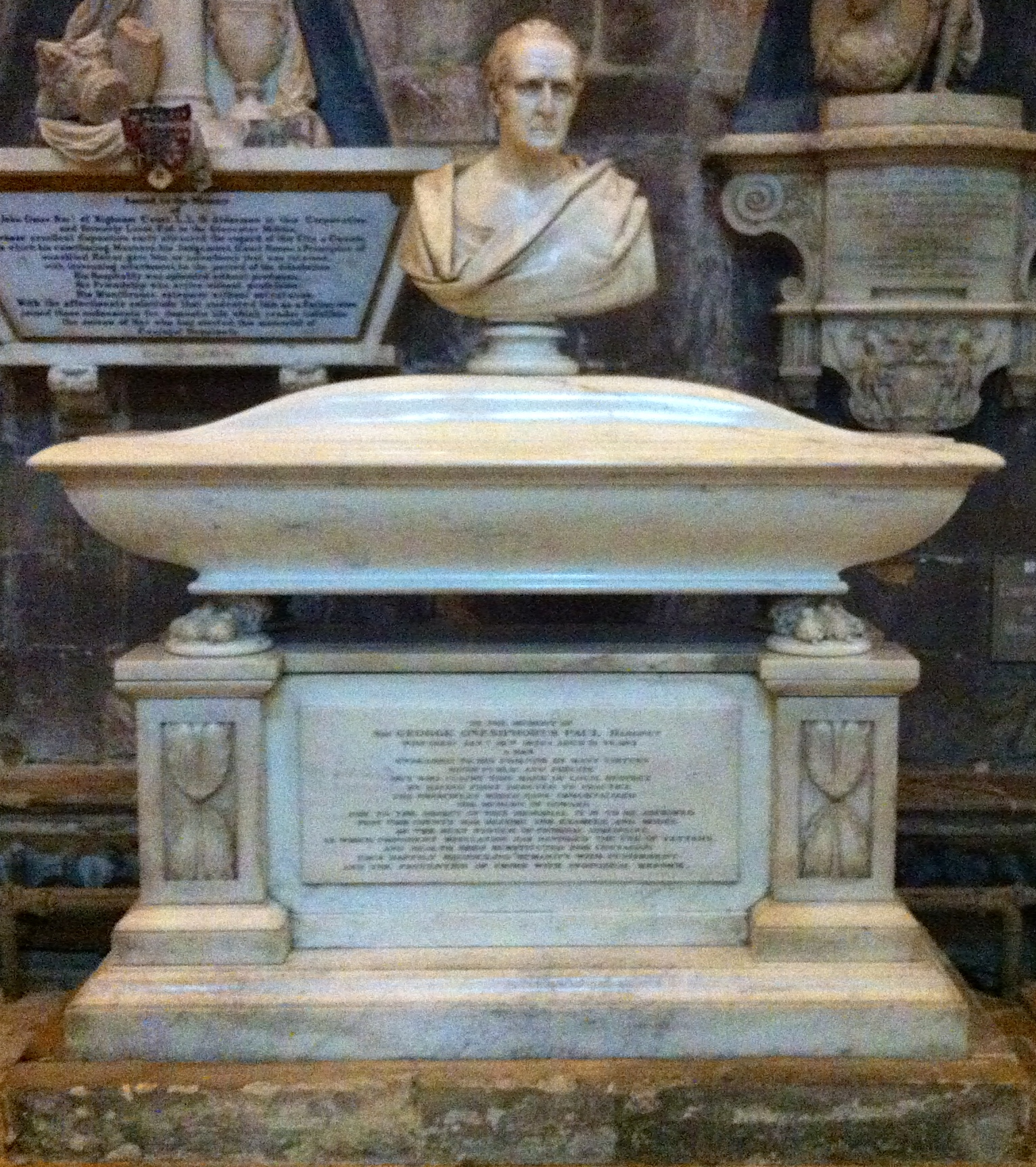
Memoriale a Sir George Onesiphorus Paul nella cattedrale di Gloucester, Regno Unito.

Il Barnwood House ha aperto le sue porte ai pazienti il 6 gennaio 1860, ma le sue origini risalgono al XVIII secolo. Nel 1794 i direttori della Gloucester Infirmary decisero di seguire l'esempio della città di York, organizzando una raccolta di sottoscrizioni per la costruzione di un manicomio. Fu chiesto a George Onesiphorus Paul, filantropo e riformatore carcerario, di redigere un piano per la gestione dell'istituzione. Il progetto fu però sospeso poiché la proposta legislativa fu bloccata in Parlamento. Il County Asylums Act, che consentiva alle contee di istituire case di cura per malati psichiatrici poveri a tariffe ridotte, fu approvato nel 1808 e i sottoscrittori formarono un'associazione con la Contea e la città per costruire una casa di cura comune. Il manicomio di Wotton fu aperto nel 1823 e l'associazione durò fino al 1856, quando la Contea rilevò la quota dei sottoscrittori e l'asilo divenne un asilo di Contea per i poveri. I sottoscrittori iniziarono quindi la ricerca di nuovi alloggi per i loro pazienti facoltosi e nel 1858 acquistarono il Barnwood House, una residenza per anziani nel borgo di Barnwood a est di Gloucester. Il Barnwood House era destinato a due classi di pazienti, come spiegato nei regolamenti del 1882: quelli che disponevano di una condizione economica sufficiente a sostenere la tariffa di soggiorno e quelli meno agiati che, non potendo essere accettati presso la casa di cura per poveri della Contea a causa di particolari condizioni, erano presi in cura presso il Barnwood House Hospital a tariffe ridotte, da valutarsi caso per caso.

## Frederick Needham
Il dottor Frederick Needham, ex sovrintendente dello York Asylum, divenne sovrintendente medico del Barnwood House nel 1874. Medico inglese, Needham fu un Commissioner in Lunacy una carica pubblica stabilita dal Lunacy Act del 1845 con il compito di supervisionare l’asilo e il benessere dei malati mentali in Inghilterra e in Galles. Sotto la sua direzione l'istituto si espanse, arrivando ad ospitare 129 pazienti nel 1882, rispetto ai 60 del 1864, e fu descritto come un "ospedale per pazzi modello".
Nel 1880, su indicazione di Needham, furono pubblicate le regole per gli assistenti che lavoravano presso il  Barnwood House ove veniva sottolineata l'importanza di obbedire agli ordini del sovrintendente e della matrona, la riservatezza, la gentilezza e la considerazione nei confronti dei pazienti.
- Regola numero 9: "Le allucinazioni dei pazienti devono essere trattate con la più premurosa gentilezza e non devono in alcun modo essere oggetto di ilarità o divertimento.”
- Regola numero 11: "Nessun assistente deve esprimere sentimenti di rabbia o vendetta nei confronti dei pazienti.”
- Regola numero 12: "Nulla deve essere utilizzato come forma di punizione nei confronti dei pazzi".[9]»

Nel 1887 Frederick Needham divenne Presidente dell'Associazione Psicologica della Gran Bretagna e dell'Irlanda. Nel 1892 lasciò Barnwood, dove viveva con la moglie Charlotte Shooter, per diventare Commissioner in Lunacy. Nel 1915 fu nominato cavaliere. Morì a Bournemouth all'età di 88 anni.

## Storia recente
In seguito alla gestione Needham il numero di pazienti del Barnwood rimase pressoché costante negli anni a seguire. Nel 1923 si registrarono 149 pazienti, mentre nel 1924 se ne registrarono 141. Nel 1924 i pensionati della residenza, inclusi quelli presso la casa padronale, erano in media 13, portando il totale dei residenti a 154.
Grazie alla buona situazione finanziaria nel 1924 fu possibile approntare numerose migliorie alla struttura. Nei primi mesi del 1924 fu aperto il North Cottage come "Casa degli Infermieri", offrendo alloggio a ben 30 infermieri, e contribuendo notevolmente al comfort del personale.  Alla "Quarta Divisione Femminile" furono aggiunte quattro camere singole con veranda, così da garantire ai pazienti i vantaggi dei trattamenti all'aperto. Nel 1924 in tutto l'ospedale si tennero dei lavori di miglioramento: le antiquate serpentine di riscaldamento vennero gradualmente sostituite da moderni radiatori. Sul lato maschile furono previsti due nuovi bagni, uno dei quali con una vasca dotata di acqua calda, simile a quelli montati sul lato femminile, che si rivelò un valido aiuto per l'alleviamento di  alcune forme di disagio mentale. Furono inoltre seguite numerose  riparazioni e lavori decorativi, così come miglioramenti qualitativi dei servizi di ristorazione. Nel maggio 1924, in seguito ad eventi meteorologici senza precedenti, che causarono gravi inondazioni e distruzioni nei giardini e la caduta di una lunga porzione del muro di cinta che circondava l'ospedale, si resero necessari ulteriori investimenti che il Comitato del Barnwood House si dimostrò pronto a sostenere. Per l'occasione si scelse di non ricostruire semplicemente la porzione di cinta danneggiata ma di ricostruire il muro con forti contrafforti e sbocchi extra, assicurandosi che i danni provocati da un evento simile non potessero ripetersi in futuro.
La situazione economica deteriorò velocemente a partire dagli anni '50 e il Barnwood House fu costretto a chiudere nel 1968. In seguito alla perdita di due padiglioni il Barnwood Hospital divenne una casa residenziale.  Nel 1978 divenne di proprietà della famiglia Forrest e fu utilizzata come convitto per ragazze della vicina Selwyn Independent School for Girls a Matson, Gloucester.  Nel 1983 i proprietari smisero di accogliere ospiti e continuò ad essere una residenza privata fino al 2000, quando fu acquistata da un promotore immobiliare.  La parte rimanente dell'edificio è stata demolita nel 2000 ed al suo posto sono state costruite alcune nuove case.  Parte dei terreni è ora il Barnwood Arboretum, curato e conservato dal Consiglio comunale di Gloucester in collaborazione con l'associazione Friends of Barnwood Arboretum.

## Metodi di trattamento innovativi
La collaborazione con il Burden Neurological Institute nel 1939 fece sì che sui pazienti del Barnwood House venissero effettuati i primi esperimenti con terapia elettroconvulsivante e psicochirurgia. William Ross Ashby, psichiatra e pioniere della cibernetica, costruì la sua macchina "Homeostat" in un laboratorio a Barnwood House negli anni '50.

Il Burden Neurological Institute aprì nel 1939 a Stoke Gifford, vicino a Bristol, nel Gloucestershire, e formò da subito legami con il Barnwood Hospital. Il primo rapporto pubblicato sull'uso della terapia elettroconvulsivante su pazienti in Inghilterra è stata una collaborazione tra Gerald Fleming, sovrintendente medico di Barnwood House ed editore del Journal of Mental Science, e Frederic Golla e William Gray Walter del Burden Neurological Institute. Lo psichiatra tedesco Lothar Kalinowsky aveva assistito all'ECT in Italia e lo aveva introdotto al Burden Neurological Institute; cinque pazienti del Barnwood House furono selezionati come cavie per la nuova forma di terapia convulsiva.

I vantaggi furono immediatamente evidenti:
Quattro pazienti del Barnwood House furono anche tra i primi in Inghilterra a essere sottoposti a leucotomia prefrontale, sempre a seguito di una collaborazione tra il Barnwood e il Burden Neurological Institute. Le operazioni furono eseguite nell'aprile 1941 dal chirurgo Francis Wilfred Willway con un tagliacarte. Nessuno dei primi quattro pazienti del Barnwood House ha potuto lasciare l'ospedale in seguito all'operazione, ma furono descritti come più gestibili e ben educati.
William Ross Ashby, pioniere della cibernetica, è stato direttore della ricerca al Barnwood House dal 1947 al 1959, prima di diventare direttore della ricerca al BNI e poi professore di biofisica ed ingegneria elettrica all'Università dell'Illinois, Urbana, Illinois, USA. Mentre era al Barnwood House scrisse Design for a Brain e Introduction to Cybernetics, e costruì una scatola nera con magneti che chiamò Homeostat, "la cosa più vicina a un cervello sintetico finora progettato dall'uomo".
Fra il 1948 e il 1962 il Barnwood House pubblicizzava i suoi servizi sul Journal of Mental Science descrivendoli come i metodi di trattamento più moderni, fra cui l'elettroshock e la leucotomia prefrontale.
Col passare degli anni però questi metodi di trattamento persero progressivamente il loro fascino e il Barnwood House, in seguito a difficoltà finanziarie, fu costretto a  chiudere nel 1968.

## Pazienti noti
- Katherine Armstrong.
- Alfred Caldicott, musicista.
- Ivor Gurney, poeta e compositore nato a Gloucester.